# Франк Гольчевскі
Франк Гольчевскі (нім. Frank Golczewski, 8 жовтня 1948 року, Катовиці, Польща) — німецький і польський історик Східної Європи, фахівець з історії Польщі, України, Росії.

## Біографія
З 1969 по 1973 року Франк Гольчевскі студіював історію, англістику, філософію та педагогіку в Кельнському університеті. 1973 року захистив докторську дисертацію на тему «Образ Німеччини в Польщі 1918—1939 роки» (Das Deutschlandbild der Polen 1918—1939) за дисциплінами Східноєвропейська історія, нова історія та слов'янська філологія.
Згодом працював науковим співробітником східноєвропейського відділення «Федерального центру політичної освіти» (нім. Ostkollegs der Bundeszentrale für politische Bildung), а також в Педагогічній вищій школі Рейнландії. 1979 року захистив габілітаційну дисертацію на тему "Польсько-єврейські зносини 1881—1921 рр. (Polnisch-jüdische Beziehungen 1881—1922). Після тимчасової професури в Оснабрюкському університеті з 1983 року обійняв посаду професора нової історії з тематичним ухилом "Європейська історія 19 і 20 століття в Гамбурзькому університеті Бундесверу. З 1994 року Гольчевскі — професор Східноєвропейської історії Гамбурзького університету.
Закидає Дмитрові Донцову антисемітизм, неприязнь до євреїв та ненависть до Росії.

## Про київські коріння України та Росії
|  | Ми тут маємо справу з феноменом, який британський історик Ерік Хобсбаум назвав «винаходом традицій». Національні держави намагаються, так би мовити, «пустити коріння» в далекій історії. Росія і Україна апріорі роблять помилку, вишукуючи «традиції» в тому історичному періоді, коли ні про Росію, ні про Україну і мови бути не могло. Київська Русь багато-багато років по тому стала опорою для становлення як Росії, так і України. Львівський історик Михайло Грушевський, який вважав, що Росія ніякого відношення до Київської Русі не мала, був не правий, тому що російська державність базувалася на традиціях, що сходили з Київської Русі. А Росія не має рації, коли привласнює собі право бути єдиною правонаступницею Київської Русі. ...Візьміть, наприклад, Карла Великого. Він не був ні німцем, ні французом. Він був франком! Ми сьогодні оперуємо іншими визначеннями, поняттями, назвами. .... Історія Київської Русі - це та історія, на яку можуть посилатися і спиратися як Україна, так і Росія. Це їх спільна традиція. |

## Наукові праці
Монографії
- Deutsche und Ukrainer, 1918—1939. — Schöningh Verlag, Padeborn, 2010. — 1088 S. ISBN 978-3-506-76373-0 (Німці й українці, 1918—1939)
- Kölner Universitätslehrer und der Nationalsozialismus. Personengeschichtliche Ansätze. Böhlau, Köln 1988, — 481 S. ISBN 3-412-03887-3. (Кьольнська професура та націонал-соціалізм. Персональні історичні підходи)
- разом з Віллібальдом Решка (Willibald Reschka): Gegenwartsgesellschaften: Polen. — Teubner Verlag, Stuttgart, 1982, ISBN 3-519-00040-7. (Сучасні суспільства Польщі)
- Polnisch-jüdische Beziehungen 1881—1922. Eine Studie zur Geschichte des Antisemitismus in Osteuropa. — Steiner, Franz Verlag, Wiesbaden 1981, — 391 S. ISBN 3515033610 (Польсько-єврейські зносини. Штудія до історії антисемітизму в Східній Європі).
- Das Deutschlandbild der Polen 1918—1939. Eine Untersuchung der Historiographie und der Publizistik. — Droste, Düsseldorf, 1974, — S. ISBN 3770004027. (Зображення Німеччинии у Польщі 1918—1939. Дослідження історіографії і публіцитстики)

Колективні праці
- Geschichte der Ukraine. — Verlag Vandenhoeck & Ruprecht, Göttingen, 1993. — 335 S. ISBN 3-525-36232-3. (Історія України).
- Russischer Nationalismus. Die russische Idee im 19. und 20. Jahrhundert. Darstellung und Texte. — Vandenhoeck & Ruprecht, Göttingen 1998, ISBN 3-525-01371-X. (Російський націоналізм. Російська ідея в 19 і 20 ст. Уявлення та тексти)

## Виноски
1. ↑  https://www.dgo-online.org/site-dgo/assets/files/4396/mitglieder_kommission.pdf
2. ↑  іноді Франк Ґольчевський → див.: ШОА в Україні: історія, свідчення, увічнення. — К. : Дух і літера, 2015. — С. 163—221. — ISBN 978-966-378-194-5.
3. ↑  Ґольчевський Ф. Відтінки сірого: роздуми про єврейсько-українські та німецько-українські стосунки в Галичині // ШОА в Україні… — С. 176.
4. ↑  Німецька хвиля: Інтерв'ю: Немецкий историк об эксклюзивном праве на Киевскую Русь